# Gino Alfonso Sada
Gino Alfonso Sada (Milano, 1888 – Milano, 5 aprile 1964) è stato un imprenditore italiano pioniere nel settore della conservazione di alimenti in scatola.
Era conosciuto come "Gino Alfonso Sada", ma all'anagrafe di Milano è registrato negli atti di nascita come Alfonso Sada, perché Gino era soltanto un soprannome.

## Biografia
Sulla base di una ricetta di suo padre Pietro (1855-1935), nel 1923 ha dato vita allo storico marchio italiano Simmenthal; società di produzione di alimenti in scatola che verrà poi gestita fino agli anni novanta dai suoi tre figli: Piero, Claudio e Tino.
Nel 1956, in seguito all'espansione e ai successi ottenuti dalle società del gruppo Simmenthal, sia nel campo imprenditoriale sia in quello sportivo (nel calcio con la squadra "A.S. Simmenthal-Monza" che diede ottimi risultati in Serie B, e nella pallacanestro con la sponsorizzazione dell'Olimpia Milano, che vinse ben dieci titoli di Campione d'Italia, una Coppa dei Campioni e sconfisse la Kentucky University al Madison Square Garden, massimo tempio del basket mondiale), a Gino Alfonso Sada venne conferito il titolo di Cavaliere del Lavoro dal Presidente della repubblica Giovanni Gronchi.
Nel 1965 gli venne dedicato lo Stadio Gino Alfonso Sada di Monza che tuttora porta il suo nome.